# Oncifelis
Het geslacht van de Oncifelis behoort tot de familie der Felidae of katachtigen. De drie katten uit dit geslacht zijn ongeveer even groot als een gedomesticeerde kat, en leven alle in Zuid-Amerika:
- Pampakat of colocolo (Oncifelis colocolo)
- Geoffroykat (Oncifelis geoffroyi)
- Nachtkat of kodkod (Oncifelis guigna)

DNA-onderzoek heeft uitgewezen dat de katachtigen uit dit geslacht tot het geslacht Leopardus gerekend dienen te worden.